# Kap Lewald
Das Kap Lewald ist ein Kap an der Küste des ostantarktischen Kaiser-Wilhelm-II.-Lands. Als nordwestlicher Ausläufer des Gaußberg liegt es 550 m westsüdwestlich des Nordkaps zwischen der Posadowskybai und dem West-Schelfeis.
Entdeckt wurde es im Februar 1902 bei der Gauß-Expedition (1901–1903) unter der Leitung des deutschen Polarforschers Erich von Drygalski. Dieser benannte es nach Theodor Lewald (1860–1947), Ministerialdirektor im Reichsamt des Innern, der sich für das Zustandekommen der Forschungsreise eingesetzt hatte.